# 普吕姆
普吕姆（德語：Prüm，發音：[ˈpʁʏm] ⓘ）是德国莱茵兰-普法尔茨州比特堡-普吕姆艾费尔山县的城市，面积22.87平方千米，2023年12月31日人口为5,563人。